# الضيعة (النادرة)

تعديل مصدري - تعديل

الضيعة هي إحدى قرى عزلة الشرنمه العليا بمديرية النادرة التابعة لمحافظة إب، بلغ تعداد سكانها 193 نسمة حسب تعداد اليمن لعام 2004.